# Daniel Hale
Pour les articles homonymes, voir Hale.
 (mars 2024).
La mise en forme du texte ne suit pas les recommandations de Wikipédia : il faut le « wikifier ».
Les points d'amélioration suivants sont les cas les plus fréquents. Le détail des points à revoir est peut-être précisé sur la page de discussion.
- Les titres sont pré-formatés par le logiciel. Ils ne sont ni en capitales, ni en gras.
- Le texte ne doit pas être écrit en capitales (les noms de famille non plus), ni en gras, ni en italique, ni en « petit »…
- Le gras n'est utilisé que pour surligner le titre de l'article dans l'introduction, une seule fois.
- L'italique est rarement utilisé : mots en langue étrangère, titres d'œuvres, noms de bateaux, etc.
- Les citations ne sont pas en italique mais en corps de texte normal. Elles sont entourées par des guillemets français : « et ».
- Les listes à puces sont à éviter, des paragraphes rédigés étant largement préférés. Les tableaux sont à réserver à la présentation de données structurées (résultats, etc.).
- Les appels de note de bas de page (petits chiffres en exposant, introduits par l'outil «  Source ») sont à placer entre la fin de phrase et le point final[comme ça].
- Les liens internes (vers d'autres articles de Wikipédia) sont à choisir avec parcimonie. Créez des liens vers des articles approfondissant le sujet. Les termes génériques sans rapport avec le sujet sont à éviter, ainsi que les répétitions de liens vers un même terme.
- Les liens externes sont à placer uniquement dans une section « Liens externes », à la fin de l'article. Ces liens sont à choisir avec parcimonie suivant les règles définies. Si un lien sert de source à l'article, son insertion dans le texte est à faire par les notes de bas de page.
- La présentation des références doit suivre les conventions bibliographiques. Il est recommandé d'utiliser les modèles {{Ouvrage}}, {{Chapitre}}, {{Article}}, {{Lien web}} et/ou {{Bibliographie}}. Le mode d'édition visuel peut mettre en forme automatiquement les références.
- Insérer une infobox (cadre d'informations à droite) n'est pas obligatoire pour parachever la mise en page.

Pour une aide détaillée, merci de consulter Aide:Wikification.
Si vous pensez que ces points ont été résolus, vous pouvez retirer ce bandeau et améliorer la mise en forme d'un autre article.
Daniel Everette Hale, né le 1er août 1987, est un lanceur d'alerte américain et ancien analyste de la National Security Agency (NSA) qui envoie à la presse des informations classifiées sur la guerre des drones,,,,. Hale a servi dans l'US Air Force de 2009 à 2013 avant de rejoindre la National Security Agency et de divulguer des documents classifiés à The Intercept. En 2021, il plaide coupable de détention et de transmission d’informations sur la défense nationale et est condamné à 45 mois de prison. En octobre 2021, il est incarcéré au pénitencier américain de Marion, dans l'Illinois, avec une date de libération prévue le 5 juillet 2024.

## Biographie
Daniel Everette Hale naît le 1er août 1987.
Il sert dans l'armée de l'air américaine de juillet 2009 à juillet 2013. C'est un aviateur enrôlé. En 2013, il est affecté à la NSA et au Joint Special Operations Command de la base aérienne de Bagram, la plus grande base militaire américaine en Afghanistan, où il aide à identifier les cibles d'assassinat. En février 2014, après avoir quitté l'armée de l'air et être devenu entrepreneur à la National Geospatial-Intelligence Agency, Hale fait fuiter 17 documents classifiés au site d'informations The Intercept,. Les documents contiennent des détails sur les listes de victimes et les victimes civiles des frappes de drones américaines et, dans certains cas, révèlent des actions qui, si elles sont prouvées, constituent des crimes de guerre. Sur une période de cinq mois couverte par les documents, près de 90 % des personnes tuées lors des frappes de drones américains ne seraient pas les cibles prévues. Dans un article publié par Truthout, Marjorie Cohn écrit que « les spectateurs civils sont néanmoins classés comme des « ennemis tués au combat », sauf preuve du contraire »,. Les documents constituent la base d'une série d'articles, les « Drone Papers », publiés par The Intercept en octobre 2015.
Le 8 août 2014, le FBI perquisitionne son domicile à Lorton (Virginie), dans le cadre de ce qu'il décrit comme une vengeance pour son militantisme politique. En 2016, il apparaît dans le film documentaire National Bird, où il décrit sa crise de conscience et le raid du FBI.
En 2019, Hale est accusé de divulgation d'informations de renseignement et de vol de biens gouvernementaux. Il est traduit en justice devant le tribunal de district américain du district oriental de Virginie. En mars 2021, il plaide coupable de détention et de transmission d'informations sur la défense nationale. Le 27 juillet 2021, invoquant la nécessité de dissuader les autres de divulguer des secrets gouvernementaux, le juge de district américain Liam O'Grady condamne Hale à 45 mois de prison pour violation de la loi sur l'espionnage de 1917, déclarant : « Vous n'êtes pas poursuivi pour avoir dénoncé le programme de drones tuant des innocents ». Il affirme : « Vous auriez pu être un lanceur d'alerte (...) sans prendre aucun de ces documents ». Au tribunal, Hale déclare accepter la sanction pour avoir pris les documents et pour avoir tué des innocents pendant sa participation au programme de drones. Notant qu'il est un descendant de Nathan Hale, exécuté pour avoir espionné les Britanniques pour le compte de la Continental Army pendant la guerre d'indépendance américaine, Hale paraphrase les derniers mots rapportés de son ancêtre en disant : « Je n'ai qu'une seule vie à donner au service de mon pays ».
Après la condamnation, Hale est transféré de la prison de la ville d'Alexandria vers une détention temporaire à la prison régionale de Northern Neck en Virginie en attendant une décision ultérieure. Début octobre 2021, Hale est transféré dans une unité de gestion des communications du pénitencier américain de Marion, dans l'Illinois,.
En août 2021, il reçoit le prix Sam Adams pour l'intégrité dans le renseignement de la part d'un groupe d'officiers à la retraite de la CIA, pour « avoir accompli un service public vital au prix d'un grand coût personnel : l'emprisonnement pour avoir dit la vérité »,. Plus tard dans le mois, la représentante américaine Ilhan Omar (Démocrate-MN) écrit au président Biden pour demander une grâce totale ou une réduction de peine pour Hale.